# Hopea jacobi
Hopea jacobi là một loài thực vật họ Dầu đặc hữu của Ấn Độ.